# الخشنية

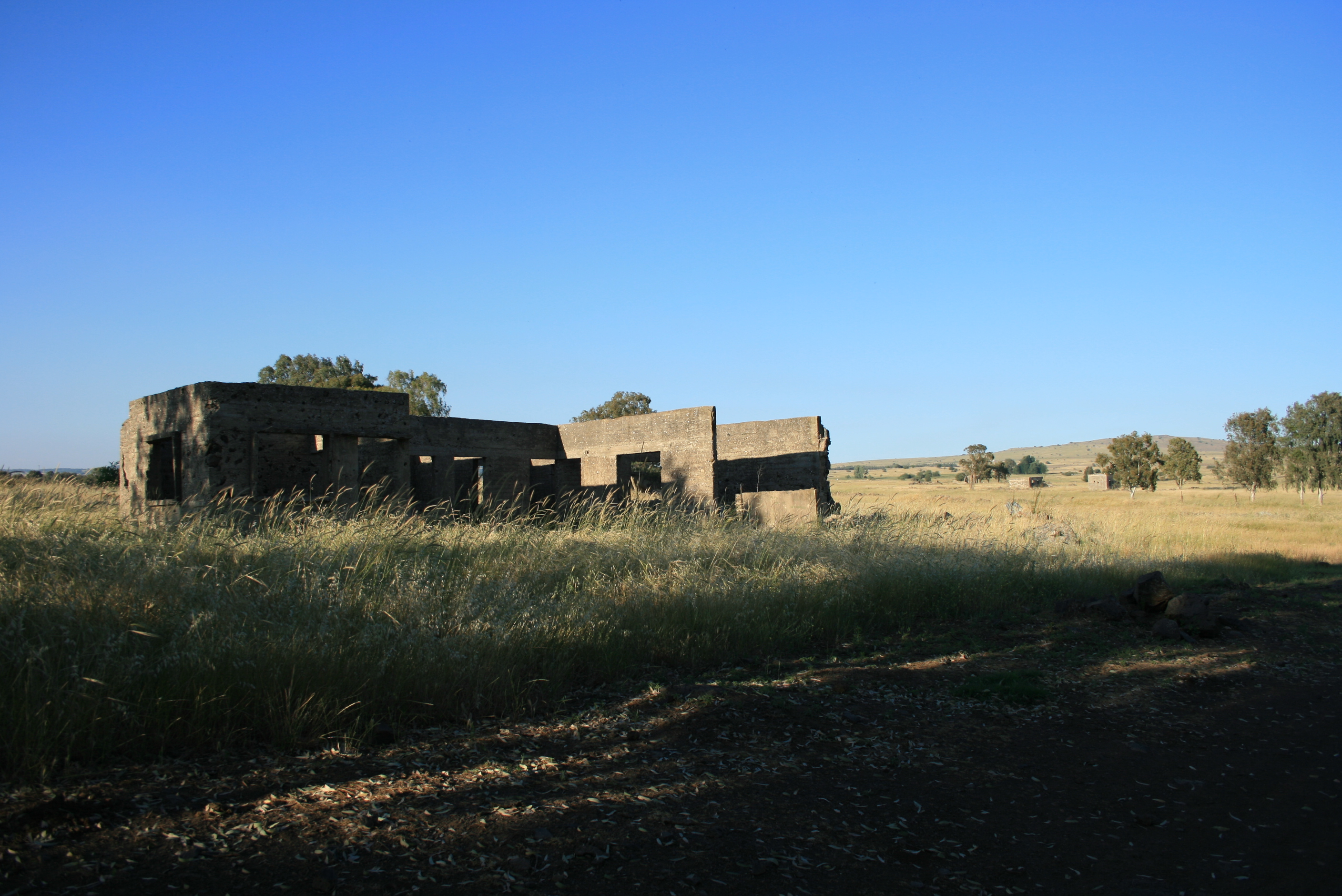
قرية الخشنية

الخشنية قرية سورية تابعة لمحافظة القنيطرة، وهي مركز ناحية في الجولان. أنشئت القرية الأولى نحو عام 1900 م، وسرعان ما توسعت وكبرت ليبلغ عدد سكانها عام 1960 م قرابة 1.915 نسمة. تقع وسط الجولان، على بعد 12 كم من القنيطرة. تحدها من الشرق تلال شعاف السنديان، ومن الجنوب الطلائع، وقرية فزارة من الشمال الشرقي، عثر فيها على آثار للعهود الرومانية والبيزنطية والإسلامية. يقع إلى جنوبها تل الفرس المشهور. ترتفع عن سطح البحر 765م.
ضمت ناحية الخشنية نحو 26 قرية و35 مزرعة، وهي تتبع لمحافظة القنيطرة. أرضها بركانية بازلتية وعرة، تميل نحو الجنوب الغربي، اعتمد سكانها الذين كانوا في معظمهم من أصول شركسية على زراعة الحبوب، البقول، الذرة، الكرمة، التين وتربية الأبقار والأغنام.
وقعت تحت الاحتلال الإسرائيلي بعد حرب حزيران عام 1967 م ودمرت تماما.

## روابط
رابط لموقع الجولان، صفحة صور من زيارة لبعض القرى المهدمة